# Марк (папа римский)
Марк (лат. Marcus; ? — 7 октября 336) — епископ Рима с 18 января по 7 октября 336 года, пребывал всего 8 месяцев епископом Рима.

## Биография
Перед тем, как его избрали, был епископом Остии (предместье Рима).
О нём известно мало, только что он — римлянин. Скорее всего, во время его пребывания в должности начались записи ранних списков епископов и мучеников, известные как Depositio episcoporum и Depositio martyrum. Время его папства падает на эпоху сильных споров вокруг арианства.
Он распорядился соорудить в Риме две базилики: церковь св. Марка и св. Бальбины. В последней церкви он был погребён. Чтят память святого Марка 7 октября. Его часто путают с римским мучеником Марком, рядом с которым он погребён.